# غرانت هنتر
غرانت هنتر هو سياسي كندي، ولد في 9 نوفمبر 1967. حزبياً، نشط في United Conservative Party ‏. وقد انتخب عضو الجمعية التشريعية ألبرتا عن دائرة Cardston-Taber-Warner ‏ خلال فترته النيابية ‏.